# Приватне чоловіче реальне училище С. Я. Ягуб’янця
Будівля приватного чоловічого реального училища С. Я. Ягуб'янця — об'єкт культурної спадщини регіонального значення в Ростові-на-Дону по вулиці 1-а Травнева, 34.

## Історія
Саркіс Арутюновіч Ягуб'янц був викладачем географії та креслення. У 1908 році на його кошти відкрився перший чоловічий середній навчальний заклад в місті. Відкриття відбулося 14 вересня 1908 року. На церемонії були присутні педагоги, городяни та полковник Зворикін — градоначальник Ростова і Нахічевані. Будівля училища розміщувалося поблизу одного з міських храмів. У зв'язку з існуванням орендної плати, батьківський комітет училища звернувся в міську управу з проханням про надання субсидії, яка була б спрямована на потреби училища. У відповідь на це клопотання було виділено 5000 рублів щорічного утримання. Але фінансова допомога не мала була бути безстроковою — в планах міста було відкриття чоловічої гімназії, після початку діяльності якої, кошти на училище Ягуб'янця перестали б надходити.
Училище Саркіса Ягуб'янця з самого початку було трикласним. В 1912 році з'явився четвертий клас, у зв'язку з чим навчальний заклад здобув статус реального училища. В ньому був зроблений ухил на викладання іноземних мов, фізики, креслення та природознавства. Після закінчення навчання в училищі Ягуб'янця випускники могли вступити до вищих промислових, торгових і технічних навчальних закладів. Гімназія у місті відкрилась в 1912 році й кошти з бюджету перестали виділятись. Учні з першого по третій клас повинні були платити 120 рублів за навчання, а учні четвертого класу — 150 рублів. У січні 1913 році батьківський комітет вирішив зменшити плату за навчання, але для цього була потрібна власна будівля. Ягуб'янц запропонував для цих цілей свій маєток, але його коштів для реалізації проєкту було замало. Батьки учнів зібрали 1 500 рублів на будівництво будинку при необхідних 10 000 рублів. Тоді комісії з будівництва училища був виданий кредит в торгово-промисловій спілці взаємного кредиту і ростовській конторі Держбанку.
На початку березня 1913 року одна з вчительок, на прізвище Амбросимова, помітила зникнення підручника і такі випадки почали траплятись в училищі все частіше. Вона скликала педагогічну раду, яка встановила винного, але не відрахувала його. Вчителька звільнилася і намагалася накласти на себе руки, але її врятували. Педагоги Нахічеванського чоловічого училища вважали, що в цьому винен Ягуб'янц, і написали про це в газету. Батьки учнів спростували це і заявили, що підтримують директора. Училище і далі працювало і його нова будівля відкрилась 10 листопада 1913 року, можливо, у зв'язку з недавнім скандалом, подія не набула великого освітлення в місцевих газетах. В училищі була недостатня кількість педагогів, деякі запрошені вчителі відмовлялися від такої роботи. Згодом, в цій будівлі працювала неповна середня школа № 8 імені Покровського, середня загальноосвітня школа № 2 для дорослих. У 1980-х роках в будівлі розташовувався будинок піонерів Пролетарського району. У XXI столітті працює центр позашкільної роботи «Дозвілля».